# 2. HNL 2014./15.
2. HNL 2014./15. je natjecanje za drugoligaške hrvatske klubove. Liga se sastoji od 12 momčadi. Igra se trokružnim sustavom, znači svaka momčad sa svakim 3 puta. Igra se 33 kola. Sezona je počela 16. kolovoza 2014. Prvak ove lige ako bi imalo licenciju za nastup u 1. HNL ima direktan ulazak, dok drugoplasirana momčad ide u kvalifikacije s 9. momčadi iz 1. HNL. Posljednje dvije momčadi ispale u 3. HNL.

## Momčadi
- Bistra – Bistra
- Cibalia – Vinkovci
- Dugopolje – Dugopolje
- Gorica – Velika Gorica
- Hrvatski dragovoljac – Zagreb
- Imotski – Imotski
- Inter – Zaprešić
- Lučko – Lučko
- Pomorac – Kostrena
- Rudeš – Zagreb
- Segesta – Sisak
- Sesvete – Sesvete

## Ljestvica
| Poz. | Momčad               | U  | P  | N  | I  | G+ | G– | G+/– | Bod. | Nastavak natjecanja ili ispadanje |
| ---- | -------------------- | -- | -- | -- | -- | -- | -- | ---- | ---- | --------------------------------- |
| 1.   | Inter (P)            | 30 | 17 | 7  | 6  | 48 | 25 | +23  | 58   | 1. HNL                            |
| 2.   | Sesvete              | 30 | 15 | 8  | 7  | 53 | 30 | +23  | 53   | kvalifikacije za 1. HNL           |
| 3.   | Gorica               | 30 | 13 | 12 | 5  | 46 | 26 | +20  | 51   |                                   |
| 4.   | Rudeš                | 30 | 10 | 12 | 8  | 36 | 28 | +8   | 42   |                                   |
| 5.   | Imotski              | 30 | 9  | 11 | 10 | 31 | 38 | −7   | 38   |                                   |
| 6.   | Cibalia              | 30 | 10 | 8  | 12 | 36 | 44 | −8   | 38   |                                   |
| 7.   | Dugopolje            | 30 | 7  | 13 | 10 | 27 | 32 | −5   | 34   |                                   |
| 8.   | Segesta              | 30 | 9  | 7  | 14 | 31 | 42 | −11  | 34   |                                   |
| 9.   | Lučko                | 30 | 8  | 9  | 13 | 24 | 35 | −11  | 33   |                                   |
| 10.  | Hrvatski dragovoljac | 30 | 8  | 9  | 13 | 30 | 42 | −12  | 33   |                                   |
| 11.  | Bistra (R)           | 30 | 5  | 12 | 13 | 18 | 38 | −20  | 27   | 3. HNL                            |
| 12.  | Pomorac (R)          | 0  | 0  | 0  | 0  | 0  | 0  | 0    | 0    | izbačeni iz lige                  |

## Lista strijelaca
24 gola
- Ilija Nestorovski (NK Inter-Zaprešić)

16 golova
- Jakov Puljić (HNK Cibalia)

## Poveznice
- MAXtv Prva Liga 2014./15.
- 3. HNL 2014./15.
- 3. HNL – Zapad 2014./15.
- 4. rang HNL-a 2014./15.
- 5. rang HNL-a 2014./15.
- 6. rang HNL-a 2014./15.
- 7. rang HNL-a 2014./15.
- 8. rang HNL-a 2014./15.
- Hrvatski nogometni kup 2014./15.

## Vanjske poveznice
- Druga HNL  Arhivirana inačica izvorne stranice od 3. kolovoza 2011. (Wayback Machine)